# Septic Flesh
Septic Flesh (ou Septicflesh) é uma banda grega de  death metal sinfônico, fundada em 1990.

## História
SEPTIC FLESH foi formada nos anos 90. Apos a demo intitulada "Forgotten Path" e um mini LP intitulado "Temple of the lost Race" eles conseguiram atrair a atenção do selo Frances Holly Records, ganhando uma projeção bem mais ambla no scenario underground.
Seu primeiro álbum completo, intitulado "Mystic Places of Dawn" foi gravado em Abril de 1994 e ganhou uma resposta muito positiva. Então veio "Esoptron" que foi lançado em Junho de 1995, uma opus das trevas com uma profunda raíz Hellenica em sua influência musical e temática lidando com filosofia e ocultismo. Dois anos depois, "Ophidian Wheel" foi lançado. Vozes femininas trazidas da ópera foram adicionadas a fórmula, com a nova recruta Natalie Rassoulis. Os experimentos Neo-classical ganharam mais corpo adicionando então uma dimensão mais teatral ao som da banda.
Em março de 1998, um lançamento especial chamado "Fallen Temple" saiu do forno, presenteando ambos, material raro/velho (the songs of "Temple of the Lost Race" re-recorded) e novo material. Um Ep limitado intitulado "D.N.A Choronzone" foi lançado em Setembro do mesmo ano, incluindo o video clipe para a música "The Eldest Cosmonaut" e 4 faixas de edição especial. Em Junho de 1999, a banda chegou na Suécia para trabalhar com Fredrik Nordstrom. O resultado foi "Revolution DNA", um album com material altamente viciante e uma atitude mais direta ao metal.
A primeira era da banda estava concluída com o lançamento de "Sumerian Daemons" em 2002. Este foi o divisor de águas para um som mais brutal e bombástico.
O próximo capítulo de SEPTICFLESH (com as duas palavras juntas desde então) começou em 2008, quando a banda assinava com outro selo Frances, Season of Mist e lançava então o agora clássico "Communion". O album foi gravado novamente nos estudios Fredman na Suécia, com Fredrik Nordstrom na produção. Bem mais polido, este passo à frente foi fundamental pois a banda que ja contava com a colaboração da Orquestra filarmonica de Praga agora decidia incorporar estes elementos ao seu som. Christos Antoniou, tendo obtido seu diploma de Mestre em musica de conserto no London College of Music, se tornou a escolha óbiva para liderar dos arranjos clássicos da banda.
Em 2011, The Great Mass nasceu. Neste momento, a banda contou com a colaboração de Peter Tägtgren em sua produção. As musicas eram pesadas e ao mesmo tempo altamente técnicas e experimentais, pois a orquestra foi utilizada de uma maneira menos convencional, afetando assim a estrutura das musicas. O resultado geral foi o Grand Dark Metal "soundtrack". Em 2021, o álbum foi eleito pela Metal Hammer como o 9º melhor álbum de metal sinfônico de todos os tempos.
Em 2014 a banda relançou "Titan" com Logan Mader na produção. O titulo do album basicamente incorpora este personagem. Primordial, ameaçador e majestoso. Ainda absorvendo a sempre constante colaboração da orquestra filarmonica de Praga, a banda utilizou pela primeira vez o coral de crianças de Praga, adicionando assim um ton mais assustador as musicas.
Após um extenso período de tour pelo mundo, houve uma mudança no line-up e Kerim "krimh" Lechner entrou para a banda, ficando com a posição de baterista. Meses de trabalho duro e muita experimentação seguiram, resultando nas 10 composições do novo album "Codex Omega". Musicalmente e nas letras, "Codex Omega" e de longe o lançamento mais infernal de Septicflesh até o momento. O album foi produzido por outro altamente aclamado produtor de metal, Jens Bogren. Alem da utilização da orquestra filarmonica de Praga, a banda contou com instrumentos tradicionais como Oud e Duduk e também uma guitarra semi-acustica de 12 cordas, encarregada de trazer uma atmosfera mistica para as composições. Obviamente e como de se esperar, "Codex Omega" é dominada por incansáveis riffs de guitarra Death e as melodias palidas que compõe a marca registrada de Speticflesh.
A banda assinou então com um dos maiores selos do mundo, Nuclear Blast records.
Septicflesh tocou com uma orquestra de 140 musicos / coral/ coral de crianças no segundo dia de Fevereiro no teatro Metropolitano da Cidade do Mexico para um publico de 3200 maniacos. O show foi filmado e lançado em DVD pela Nuclear Blast.

## Integrantes
| Atuais membros - Sotiris Vayenas - guitarra, vocais limpos, teclado (1990–2003, 2007-presente) - Spiros "Seth" Antoniou (a.k.a. Seth Siro Anton) - vocais rasgados, baixo (1990–2003, 2007-presente) - Christos Antoniou - guitarra, orquestrações, samples (1990–2003, 2007-presente) - Kerim "KRIMH" Lechner - bateria (2014-presente) | Antigos membros - Akis "Lethe" Kapranos - bateria (1990–2003) - Kostas Savvidis - bateria (1997–1998) - George "Magus Wampyr Daoloth" Zaharopoulos - teclado (2001–2003) - Alexander Haritakis - guitarra (2003) - Bob Katsionis - teclado (2003) - Fotis Benardo - bateria (2003, 2007-2014) |

Participações
- Natalie Rassoulis - vocais soprano (1997–2003)
- Androniki Skoula (Chaostar) - vocais mezzo-soprano (2011)
- Iliana Tsakiraki (Enemy of Reality, ex Meden Agan - vocais soprano (2011)

## Discografia

### Álbuns de estúdio
| 1994 | Mystic Places of Dawn - Lançado em Maio de 1994 - Selo: Holy Records, Season of Mist - Formatos: CD, CS, LP, DL  | —   | —  | —   | — |
| 1995 | Esoptron - Released: May 1995 - Label: Holy, Season of Mist - Formats: CD, CS, LP, DL                            | —   | —  | —   | — |
| 1997 | The Ophidian Wheel - Released: 1997 - Label: Holy, Season of Mist - Formats: CD, CS, LP, DL                      | —   | —  | —   | — |
| 1998 | A Fallen Temple - Released: 1998 - Label: Holy, Season of Mist - Formats: CD, CS, LP, DL                         | —   | —  | —   | — |
| 1999 | Revolution DNA - Lançado: July 12, 1999 - Selo: Holy - Formatos: CD, CS, LP, DL                                  | —   | —  | —   | — |
| 2003 | Sumerian Daemons - Lançado: 18 de Fevereiro de 2003 - Selo: Hammerheart - Formatos: CD, CS, LP, DL               | —   | —  | —   | — |
| 2008 | Communion - Lançado: 17 de março de 2008 - Selo: Season of Mist - Formats: CD, CS, LP, DL                        | —   | —  | —   | — |
| 2011 | The Great Mass - Lançado: 18 de Abril de 2011 - Selo: Season of Mist - Formats: CD, CS, LP, DL                   | —   | —  | 132 | — |
| 2014 | Titan - Lançado: 20 de Junho de 2014 - Selo: Season of Mist, Prosthetic, Ward Records - Formatos: CD, CS, LP, DL | 99  | 37 | 112 | 7 |
| 2017 | Codex Omega - Lançado: 1 de Setembro 2017 - Selo: Season of Mist, Prosthetic, Ward - Formatos: CD, CS, LP, DL    | 112 | —  | 85  | 9 |

| - Temple of the Lost Race (EP, 1991) - DNA Choronzone - The Eldest Cosmonaut (EP, 1998) - The Vampire From Nazareth (2010) - Forgotten Path (1991) - Morpheus Awakes (1993) | - Forgotten Paths (The Early Days) (2000) - The Land Of Promise (2009) |